# 亂彈腔
亂彈腔又稱為戀檀腔、戀壇腔、聯彈、連彈，是一種粵劇音樂唱腔，屬梆黃體系，一般被認為由粵劇武生鄺新華借鑒秦腔所創，首用於《蘇武牧羊》中「猩猩追舟」一幕。

## 亂彈腔的變化
- 正線亂彈
- 乙反戀彈[5]
- 亂彈二流
- 亂彈中板
- 亂彈慢板